# Die Großstädte und das Geistesleben
Die Großstädte und das Geistesleben ist ein 1903 erschienener Aufsatz des Soziologen Georg Simmel, mit dem dieser eine der Grundlagen der Stadtsoziologie schuf.
Nach Georg Simmel weigert sich das Individuum, in einem gesellschaftlich technischen Mechanismus nivelliert und verbraucht zu werden. Vor allem die seit der Industrialisierung aufkommende Arbeitsteilung scheint für das Individuum auf den ersten Blick schädlich zu sein. Georg Simmel nimmt die Übersteigerung des Nervenlebens als psychologische Grundlage der großstädtischen Individualität. Der Mensch wird durch äußere, unterschiedliche Eindrücke angeregt. Überquert er z. B. eine Straße am Piccadilly Circus in London, so ergibt sich für ihn ein anderes Bild als auf dem Lande in einem 3000-Seelen-Dorf wie Schöftland. Demnach wird der Mensch am Piccadilly Circus von dutzenden unterschiedlichen Eindrücken fast "vergewaltigt". Simmel sieht diese Tatsache als Ursache, wie sich das Seelenleben, respektive der intellektualistische Charakter, formiert. Der Kleinstädter kann der ihm so bekannten, nicht großen Änderungen unterliegenden Umgebung mit dem Gemüt und gefühlsmäßigen Beziehungen entgegentreten. Beim Großstädter muss sich über die Form des Gemüts der Verstand legen, quasi als Schutzorgan gegen die eigene Entwurzelung.
Wie der Verstand so ist auch  die Geldwirtschaft sachlich. Sie behandelt Menschen und Dinge rein sachlich, zum Beispiel durch Restrukturierungen: Um eine Kostenreduktion von Y zu erzielen, müssen X Angestellte entlassen werden. Daher hat die Geldwirtschaft ihre Wurzeln in der Großstadt und nicht auf dem Land. Diese Sachlichkeit zeigt sich in der Produktion von Gütern, wo für einen meist gänzlich unbekannten Abnehmer – gegen Geld – produziert wird. Infolgedessen spricht Simmel davon, wie der moderne Mensch ein immer mehr rechnender geworden ist. Der Charakter einer Großstadt wie Berlin oder Tokio zeigt sich in der Abhängigkeit der Technik der Einwohner. Ohne Pünktlichkeit könnte der Apparat nicht funktionieren. Berechenbarkeit, Exaktheit etc. färben sich auf den Menschen ab. Simmel sieht dies in der Blasiertheit, die der Großstädter zu Tage legt. Um wieder auf das eingangs erwähnte Nervenleben zurückzukommen, so wird in der Großstadt das Nervenleben bis aufs Äußerste angeregt. Der Mensch ist unfähig, alles angemessen zu verarbeiten. Diese Abstumpfung ist jedoch zum eigenen Schutze notwendig. Dies geht sogar bis zu einer gewissen Aversion gegenüber (langjährigen) Nachbarn, die man dann kaum grüßt.
Diese Eigenschaft der Großstadt gibt dem Großstädter die Freiheit, welche er auf dem Lande nicht hätte. Simmel begründet dies mit dem sozialen Kreis. Früheste Bindungen bestehen aus einem relativ kleinen Kreis, worin die Gruppe peinlichst über die Konformität ihrer Mitglieder wacht. Dies zeigt sich bei Parteien, Religionen, welche im Anfangsstadium so ihre Existenz gegen außen (Feinde) sichern. Diese Beengung lockert sich je größer die Gruppe dann wird.
Weiter zeigt sich die Arbeitsteilung auch im Charakter des Individuums. Um auf dem Markt bestehen zu können, ist das Individuum gezwungen, sich immer mehr zu spezialisieren. Diese Tatsache führt gemäß Simmel dazu, dass im großstädtischen Leben die eigene Persönlichkeit und das Aussehen viel mehr zur Geltung gebracht werden will. Dies rechtfertigt die vielen Stadtoriginale (z. B. Herr Z in Genf, der sein Haus ohne Papagei auf dem Rücken nie verlassen würde), auch die Kaprice einiger Zeitgenossen. Weil die Begegnungen auch immer so kurz sind, will sich der einzelne speziell, pointiert, geben.

## Aussage
Das tiefste Problem des modernen Lebens ist nach Georg Simmel der Anspruch des Individuums nach der Selbstständigkeit und Eigenart seines Daseins gegen die Übermächte der Gesellschaft, das geschichtlich Ererbte der äußerlichen Kultur und Technik des Lebens zu bewahren.
Der Großstädter ist – im Gegensatz zum Kleinstädter – einer „Steigerung des Nervenlebens“ ausgesetzt. Darin besteht die Basis für den Typus großstädtischer Individualität.
Die Notwendigkeit und gleichzeitige Unfähigkeit den ununterbrochenen Strom der Großstadtreize zu verarbeiten, führt zum gesteigerten „intellektuellen Charakter“ des Großstädters und zu der ihm zugeschriebenen „Blasiertheit“. Erkennbar wird die Blasiertheit in der Abstumpfung gegenüber dem Unterscheiden der Dinge. Durch zeitliche Präzision, den intellektuellen Charakter und Blasiertheit kommt es zur Reserviertheit und zu einem „Gebilde höchster Unpersönlichkeit“.
Allerdings ermöglicht die funktionelle Größe der Stadt Bewegungsfreiheit und fordert auf, seine Persönlichkeit zur Geltung zu bringen.
Das Übergewicht des objektiven über den subjektiven Geist ist Ursache dafür, dass gerade die Großstadt den Trieb zum individuellsten persönlichen Dasein nahelegt, denn die gleichzeitige Entwicklung der Subjekte folgt objektiver Entwicklung (in Sprache, Technik, Wissenschaft usw.) nur mit Abstand.